# Teichos Dymaion
Teichos Dymaion (en grec moderne : Τείχος Δυμαίων, « mur dyméen »), également Kastro tis Kalogrias (Κάστρο της Καλόγριας, « château de la nonne ») ou localement Kastro tou Nonnou (même sens), est une forteresse préhistorique à médiévale sur le cap Araxos, dans la municipalité d'Achaïe-Occidentale au nord-ouest du Péloponnèse. Le nom Teichos Dymaion, utilisé dans la recherche moderne, était probablement déjà utilisé à l'époque hellénistique. L'endroit était déjà d'une grande importance il y a 3 000 ans, et a été utilisé comme forteresse jusqu'à la période vénitienne. Son apogée date de la fin de l'époque mycénienne. À cette époque (vers 1300 av. J.-C.), un grand mur de fortification a été construit, qui était encore utilisé et a été agrandi à l'époque byzantine. À l'époque hellénistique et romaine, le site faisait partie du territoire de la cité de Dymé, qui lui a donné son nom.

## Localisation géographique
Teichos Dymaion est situé à 700 m au sud du village moderne d'Araxos et à 1 km au nord-ouest de l'aéroport d'Araxos, à l'extrémité nord de la lagune de Prokopos, sur une colline d'environ 40 à 50 mètres de haut qui ressort du paysage environnant. Depuis ce promontoire, il est ainsi possible d'embrasser du regard à la fois le golfe de Patras au nord et la mer vers les îles Ioniennes à l'ouest. L'emplacement n'était pas seulement stratégique : les lagunes et les lacs, la mer, les terres agricoles fertiles, les forêts et les rochers à proximité fournissaient à la fois suffisamment de nourriture et de matériaux de construction. 

## Historique de la recherche
Les premières fouilles systématiques ont eu lieu de 1962 à 1966 sous la direction d'Efthymios Mastrokostas, qui n'a consigné ses résultats que de manière incomplète dans des rapports préliminaires et ne les a finalement pas publiés. D'autres fouilles ont eu lieu entre 1998 et 2009 sous Lazaros Kolonas. 

## Nom
Teichos Dymaion était selon Polybe une forteresse appartenant à Dymé qui fut conquise par Euripidas d'Elis pendant la guerre des Alliés en 219. Les descriptions de Polybe correspondent très bien à l'emplacement actuel. Cette identification a été confirmée par la découverte d'un fragment de tuile portant un sceau de Dymé.  

## Mythologie
Polybe rapporte une légende selon laquelle Héraclès a construit Teichos Dymaion pendant la guerre contre les Éliens. Homère ne la mentionne pas dans ses épopées.

## Histoire
Depuis la dernière phase du Néolithique (4000 av. J.-C.), il y a des traces d'activité humaine sur la colline. Une première colonie plus importante a existé au début de la période helladique (environ 3300-2000 av. J.-C.). Déjà à cette époque, on commerçait avec des régions éloignées : on a trouvé des fragments de poterie de la culture Cetina des Balkans occidentaux. 
L'occupation s'est poursuivie durant l'helladique moyen (env. 2000-1600) puis surtout final. À partir du XVe siècle, la région appartient à la culture mycénienne. Vers 1300, à son apogée, elle était protégée sur trois côtés par une puissante muraille cyclopéenne. Cette fortification, encore conservée en grande partie, avait trois entrées. Les objets découverts révèlent des activités commerciales: des objets en bronze d'origine italienne, comme une dague de type Pertosa à manche en ivoire du début du XIIe siècle ainsi que la céramique lissée à la main originaire de basse Italie. Inversement, de nombreuses faïences mycéniennes trouvées dans les Pouilles et dans d'autres régions d'Italie présentent de forts parallèles avec les pièces du nord-ouest du Péloponnèse, qu'elle soit importées ou produites localement. Même après sa destruction par un incendie vers 1180 av. J.-C., la ville est restée peuplée et a continué d'échanger avec l'Occident. Elle semble avoir peu souffert de l'effondrement du bronze tardif. 
Contrairement à Pylos, Mycènes, Athènes, Thèbes, etc., Teichos Dymaion n'était  « certainement pas un palais mycénien », mais plutôt un « siège princier local. » Aucun document linéaire B, ni fresques, ni palais n'ont été découverts. D'autres établissements sont connus en Achaïe occidentale (par ex. Voundeni à Patras) ou de grandes nécropoles (par ex. Kalamaki Elaiochorion). 
Selon des recherches récentes, Teichos Dymaion est resté peuplé pendant la période protogéométrique (1050-900).
Un autel date de la période géométrique et a été utilisé pour des actes cultuels au moins jusqu'à la période hellénistique. Cependant, il semble que, du IXe au Ve siècle av. J.-C., Teichos Dymaion n'était pas habité en permanence.    
Pendant la période hellénistique, Teichos Dymaion a changé plusieurs fois de mains: dans les affrontements entre les ligues achéennes et étoliennes dans le cadre de la guerre des Alliés entre 220 et 217 av. J.-C., il a été conquis par le général étolien Euripidas en 219 av. J.-C., mais ensuite remis au roi macédonien Philippe V sans combat, qui l'a ensuite rendu à Dymé. 
À l'époque romaine, Teichos Dymaion appartenait à la Colonia Iulia Augusta Dumaeorum.    
À l'époque byzantine, l'endroit est resté peuplé; pendant la période byzantine moyenne (du Xe au XIIe siècle), le mur mycénien a été renforcé par quelques ajouts, dont une tour au nord-est. Un mur a également été construit à travers l'Acropole, la divisant en deux.  
De la période vénitienne, certaines tombes ont été trouvées sur l'Acropole.  
Pendant la Seconde Guerre mondiale, les troupes italiennes ont pris position dans la forteresse. Leurs structures défensives ont causé des dommages archéologiques importants. 

## Bâtiments

### Le mur mycénien
Vers -1300 la colonie était protégée de 3 côtés (au nord-ouest, au nord, à l'est et au sud-est)[Passage contradictoire] par un mur défensif. La partie sud-ouest de la colline est naturellement bien protégée par le lagon adjacent et n'a pas été fortifiée. Le mur était composé de gros blocs de pierre polygonaux, dont certains pèsent plus de 3,5 tonnes, ainsi que de petites pierres pour combler les lacunes. Il s'étend sur une longueur d'environ 295 mètres et a une largeur de 4,50 à 5,50 mètres. Dans certains endroits, il est encore conservé jusqu'à une hauteur de 8,40 mètres. Selon Polybe, dans l'Antiquité, il avait 30 pas (13,80 mètres) de haut. Il avait trois entrées, l'entrée principale était au sud-est et avait une extension en forme de bastion, qui a été construite peu après la construction du mur et a renforcé la défense de la porte principale. Ce bastion mesure 8,80 mètres de long du côté nord-est et 9,80 mètres de long du côté sud-est et a une largeur de 4,20 mètres. À l'origine, il consistait en maçonnerie cyclopéenne pleine. Une grande partie s'est effondrée à l'époque byzantine. Lors de la reconstruction ultérieure du bastion, de minces pavés en pierre, des briques et du mortier de chaux ont été utilisés au-dessus des parties encore préservées. Les coins ont été arrondis, mais les dimensions de l'ancien bastion ont été conservées. 
Le mur a été réparé plusieurs fois dans les temps anciens, p. ex. au nord par des blocs de calcaire de taille moyenne ajoutés sans mortier.

### Les bâtiments intérieurs
L'intérieur, en particulier dans les temps anciens et préhistoriques, n'est connu que dans une mesure limitée jusqu'à présent, car les fouilles n'ont été publiées que de manière insuffisante dans les années 1960 et seules quelques zones ont pu être systématiquement étudiées lors des fouilles entre 1998 et 2009. 
Les restes d'un autel sont proches de la porte principale (sud-est). Alors que Mastrokostas supposait qu'il datait de l'époque géométrique et fut utilisé comme lieu de culte jusqu'à la période hellénistique, des découvertes récentes suggèrent que des activités cultuelles n'ont été menées ici qu'à l'époque mycénienne - avant la construction de l'autel. L'autel consistait en un piédestal, au dessus d'un crépis de dalles de calcaire non traitées et saillantes reposant sur une couche de compensation jusqu'à 12 centimètres d'épaisseur. Chaque marche mesure de 0,28 à 0,30 mètre de haut. Derrière l'autel se trouvent des inscriptions sur les grands blocs de la fortification des IVe et IIIe siècles dédiées à différentes divinités : Aphetos (épithète d'Apollon), Enyalios, Artemis et probablement Aphrodite. 
Les fouilles précédentes à l'intérieur des murs se sont concentrées sur le nord-est de la colonie et, plus récemment, sur la zone des fortifications nord-ouest. Alors que des céramiques ont été trouvées principalement du Néolithique, des traces de bâtiments ont également été trouvées du début de l'Helladique. Vers la fin de l'Helladique (-2000) la colonie a été détruite. De la période helladique moyenne  (environ 2000-1600), on a trouvé  de la céramique, mais seulement de légères traces de fondations murales. À l'époque mycénienne, la partie nord-ouest de la colonie était densément bâtie. Des restes de petits bâtiments d'une ou deux pièces ont été découverts, qui ont été utilisés pour le stockage. Des rues étroites les parcouraient. Les phases de peuplement mycénien dans les deux zones examinées s'étalent sur plus de trois siècles et couvrent au moins les deux dernières phases mycéniennes (1300-1040). Après un incendie au début du XIIe siècle, la colonie a été reconstruite immédiatement.    

## Alentours
Des restes de bâtiments et des céramiques mycéniennes ont été retrouvés au sud de la colline. Cette colonie peut probablement être reliée directement à Teichos Dymaion. 